# Villeneuve (Italia)
Villeneuve (pron. fr. AFI: [vilnœv] ; Veullanoua in patois valdostano) è un comune italiano di 1 304 abitanti della Valle d'Aosta.

## Geografia fisica

### Territorio
- Classificazione sismica: zona 4 (sismicità molto bassa)[7]

### Clima
Gli inverni sono generalmente freddi e le precipitazioni perlopiù nevose. Alcuni giorni possono essere mitigati dal Föhn. Le estati sono generalmente calde e a tratti anche afose, le precipitazioni sono di tipo temporalesco.

## Storia

### Preistoria ed epoca romana
Il territorio comunale è già occupato in epoca preistorica: nel 1917, nella piana di Champ Rotard laddove oggi sorge una centrale idroelettrica, sono scoperte venticinque tombe eneolitiche, mentre sul promontorio di Châtel-Argent è ritrovata una stele antropomorfa. Successivamente, in epoca salassa e poi romana lo sperone roccioso, in posizione strategica, è occupato da una fortificazione a guardia della valle. Di epoca romana sono anche alcune cave di marmo bardiglio oggi dismesse e il tratto di via delle Gallie in località Champrotard, valorizzato nel 2014 con progetto Interreg. Negli anni 1980, le indagini archeologiche a Châtel-Argent vi individuano anche un complesso liturgico paleocristiano.
Da Villeneuve, in epoca romana, passava la via delle Gallie, strada romana consolare fatta costruire da Augusto per collegare la Pianura Padana con la Gallia.

### Medioevo
Secondo alcuni studiosi, il nome di Châtel-Argent deriva dalla zecca ("argent" in francese significa "denaro") che vi avrebbe avuto sede. Indagini più recenti confermano che il toponimo Castrum Argenteum sia già in uso intorno al 1175.
Il castello di Châtel-Argent è costruito intorno al 1275, ad opera dell'architetto James of Saint Georges, per volere di Casa Savoia. Vi sono successivamente infeudati i signori di Bard, gli Challant, i Roncas, e altri.

### Storia moderna e contemporanea

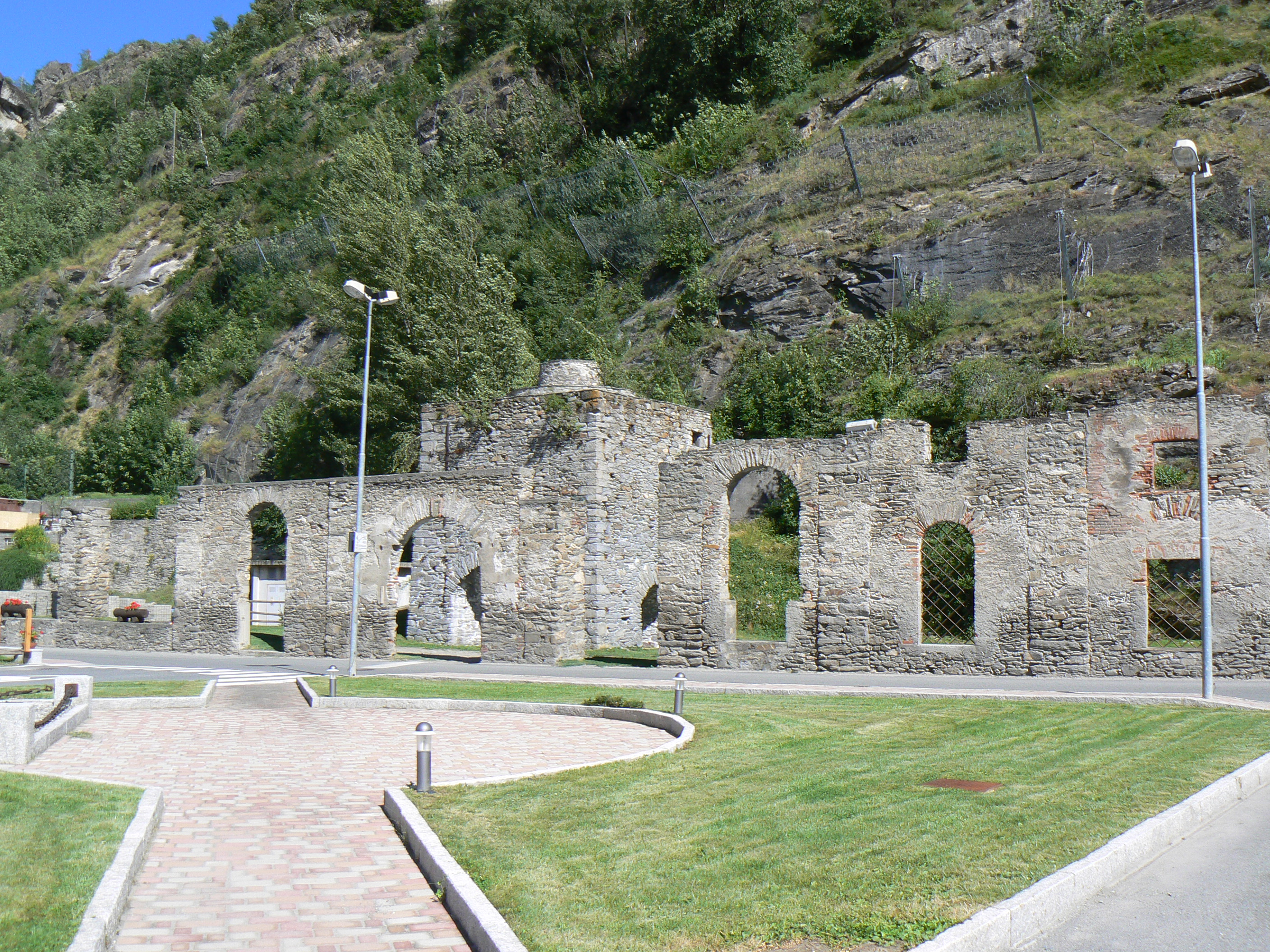
La fonderia ottocentesca.

Nell'Ottocento, la fonderia sita in località Martinet lavora il minerale proveniente dalle miniere di Cogne ed ha il suo massimo sviluppo sotto la guida dei mastri ferrai Gervasone, che vi fanno lavorare cento dipendenti Qui fu fusa la fontana di ferro posta in piazza Émile Chanoux a Cogne nel 1809, per volere di César-Emmanuel Grappein..
Villeneuve è stato sede cantonale all'interno dell'arrondissement d'Aoste, dal 1802 al 1814.
Durante il fascismo, dal 1926 al 1946, il comune cambia il nome in Villanova Baltea per libera iniziativa del suo podestà Francesco Ottoz, già presidente della Lega Esercenti e poi della Federazione Fascista dei Commercianti, che ne fa anche ampliare il territorio comprendendo quello dell'antico mandamento del Châtel-Argent. Il comune di Villanova Baltea comprendeva anche il territorio degli attuali comuni di Saint-Pierre, Saint-Nicolas, Introd ed Aymavilles. Il toponimo attuale, così come l'attuale territorio di Villeneuve e dei comuni accorpati, furono ristabiliti nel 1946.

### Simboli
Lo stemma e il gonfalone del Comune di Villeneuve sono stati concessi con decreto del presidente della Giunta regionale n. 641 del 21 dicembre 2000.
(D.P.G.R. n. 641 del 21 dicembre 2000)
La croce d'argento in campo rosso riproduce lo stemma sabaudo per ricordare la concessione della Carta delle Franchigie agli abitanti di Villeneuve il 1º febbraio 1273 da parte del conte Filippo I di Savoia. I due barbi d'oro su fondo azzurro sono ripresi dallo stemma dei signori di Bard che furono tra i primi feudatari del paese. Nel secondo quarto è rappresentato il castello di Châtel-Argent che domina il borgo.
Il gonfalone è un drappo di azzurro.

## Geografia fisica
Il comune di Villeneuve si trova lungo la Dora Baltea, a 640 metri di altitudine, tra Saint-Pierre e Arvier, all'imbocco della Valsavarenche e della Val di Rhêmes.
Grazie alla sua posizione geografica, il paese è una base di partenza ideale per le escursioni nel Parco Nazionale del Gran Paradiso, al quale appartengono i territori a sud, comprendenti la Valsavarenche e la Val di Rhêmes. In queste vallate sono presenti delle piste di sci di fondo, nonché itinerari alpinisitici lungo l'alta via n. 2.

## Monumenti e luoghi d'interesse

### Architetture religiose
- L'antica chiesa di Santa Maria, nei pressi del cimitero, è uno degli esempi più antichi di architettura romanica presenti in Valle d'Aosta. Per accedervi seguire le indicazioni dei cartelli per la Chiesa di San Rocco, a lui titolata nell'Ottocento.[24]
- Nella piazza principale del paese, la chiesa di Santa Maria Assunta.
- Nel cimitero la tomba di famiglia di Émile Chanoux.
- Vicino ai resti del castello di Châtel-Argent si trova la cappella di Santa Colomba.
- La chiesa di Champlong-Rosaire, l'unica di tutte le frazioni a possedere un piccolo campanile, è circondata da un'area verde con alberi da frutto.

### Architetture militari
- Resti del castello medievale di Châtel-Argent sul promontorio che domina il paese;
- la Torre Colin (in francese Tour Colin) nei pressi dell'accesso al paese, sulla Statale 26, in località La Crête.
- Resti di 4 opere militari denominate "sbarramento di Villanova Baltea" appartenenti al vallo alpino littorio anni 30

### Architetture civili
- Una casa cinquecentesca si trova in via Jean-Baptiste Cerlogne n. 18.
- In località Champrotard, la Maison Carmagne.
- In località Martinet si trovano i resti della fonderia ottocentesca, oggi archeologia industriale a tutela della memoria storica del paese. Spicca l'altoforno di 12 metri a carica dall'alto, ben conservato[18].
- In località Champrotard, il tratto della Via delle Gallie.

### Siti archeologici
- Necropoli di Champrotard

#### Percorsi
Dal villaggio di Perranche è possibile percorrere un sentiero attraverso le vigne che conduce ai resti del Châtel-Argent, la cappella di Santa Colomba in stato di degrado e successivamente la già citata antica chiesa di Santa Maria.

## Società

### Evoluzione demografica
Abitanti censiti

### Lingue e dialetti
Come nel resto della regione, anche in questo comune è diffuso il patois valdostano.

## Cultura
- La Centrale idroelettrica di Champagne 1, con la sua architettura del 1921 in stile Belle Époque, è oggi un sito di archeologia industriale visitabile su prenotazione[26]

### Eventi
- La Fiha di barmé (in patois villeneuvois significa Festa dei barmé) - una serata in cui i viticoltori aprono le loro cantine ricavate negli anfratti di un'antica frana su cui è costruito il paese stesso. All'interno dei barmé vengono proposte degustazioni di prodotti tradizionali e vini locali. La Fiha si svolge ogni anno il 16 agosto.

## Economia
Come in molti comuni valdostani anche nel comune di Villeneuve si produce energia idroelettrica. In località Champagne la centrale idroelettrica di Champagne 1 e la centrale idroelettrica di Champagne 2 sono in gestione alla CVA e sfruttano rispettivamente le acque del torrente Dora di Rhêmes e le acque del fiume Dora Baltea, mentre la centrale idroelettrica di Chavonne, sempre in gestione a CVA, sfrutta le acque dei torrenti Grand Eyvia, Nomenon e Savara.

## Infrastrutture e trasporti
Il paese disponeva di una propria stazione ferroviaria vicino al centro della cittadina, posta lungo la ferrovia Aosta-Pré-Saint-Didier; tale linea nacque con scopi industriali e vi veniva svolto servizio passeggeri regolare ad opera di Trenitalia, nell'ambito del contratto di servizio stipulato con la Regione Valle d'Aosta. Attualmente il servizio non è più attivo.

## Amministrazione

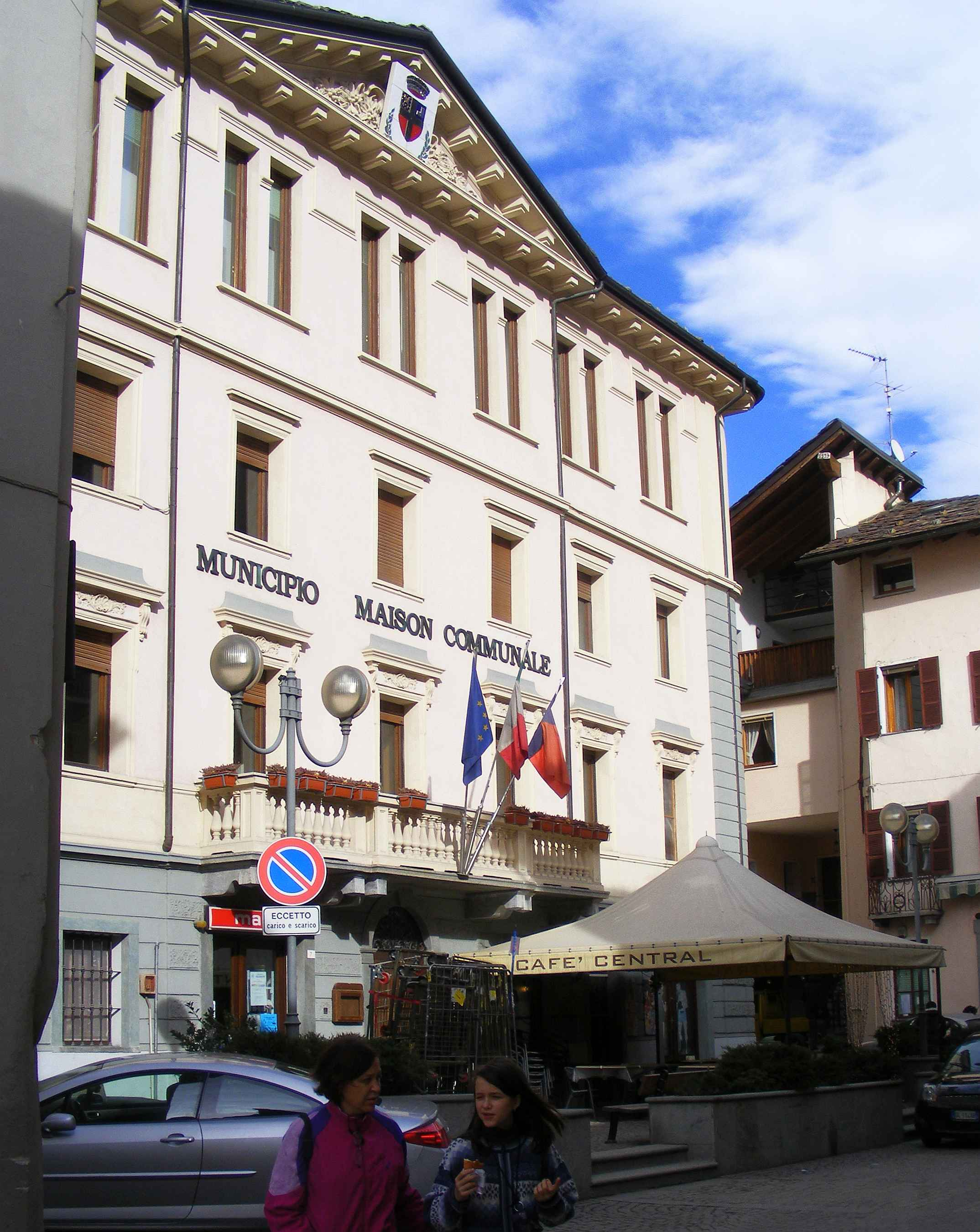
il municipio (in francese, Maison communale), sulla piazza Émile Chanoux.

Fa parte dell'Unité des Communes valdôtaines Grand-Paradis, della quale è la sede amministrativa.
Di seguito è presentata una tabella relativa alle amministrazioni che si sono succedute in questo comune.
| Periodo        | Periodo        | Primo cittadino      | Partito          | Carica  | Note   |
| -------------- | -------------- | -------------------- | ---------------- | ------- | ------ |
| 17 giugno 1985 | 22 maggio 1990 | Clemente Dupont      | -                | Sindaco | [ 28 ] |
| 22 maggio 1990 | 29 maggio 1995 | Clemente Dupont      | -                | Sindaco | [ 28 ] |
| 29 maggio 1995 | 8 maggio 2000  | Clemente Dupont      | Union Valdôtaine | Sindaco | [ 28 ] |
| 8 maggio 2000  | 9 maggio 2005  | Clemente Dupont      | lista civica     | Sindaco | [ 28 ] |
| 9 maggio 2005  | 24 maggio 2010 | Clemente Dupont      | lista civica     | Sindaco | [ 28 ] |
| 24 maggio 2010 | 11 maggio 2015 | Roberta Quattrocchio | lista civica     | Sindaco | [ 28 ] |
| 11 maggio 2015 | in carica      | Bruno Jocallaz       | lista civica     | Sindaco | [ 28 ] |

### Gemellaggi
- Aigueblanche

## Sport
In questo comune si gioca a palet, caratteristico sport tradizionale valdostano.
A Villeneuve si trova la sede dell'ASD Aygreville, squadra di calcio militante in Eccellenza, che rappresenta anche i comuni di Aymavilles e Gressan.
In località Chavonne ha sede un centro sportivo in cui si praticano rafting, canoa e kayak, oltre ad un parco avventura.

## Galleria d'immagini

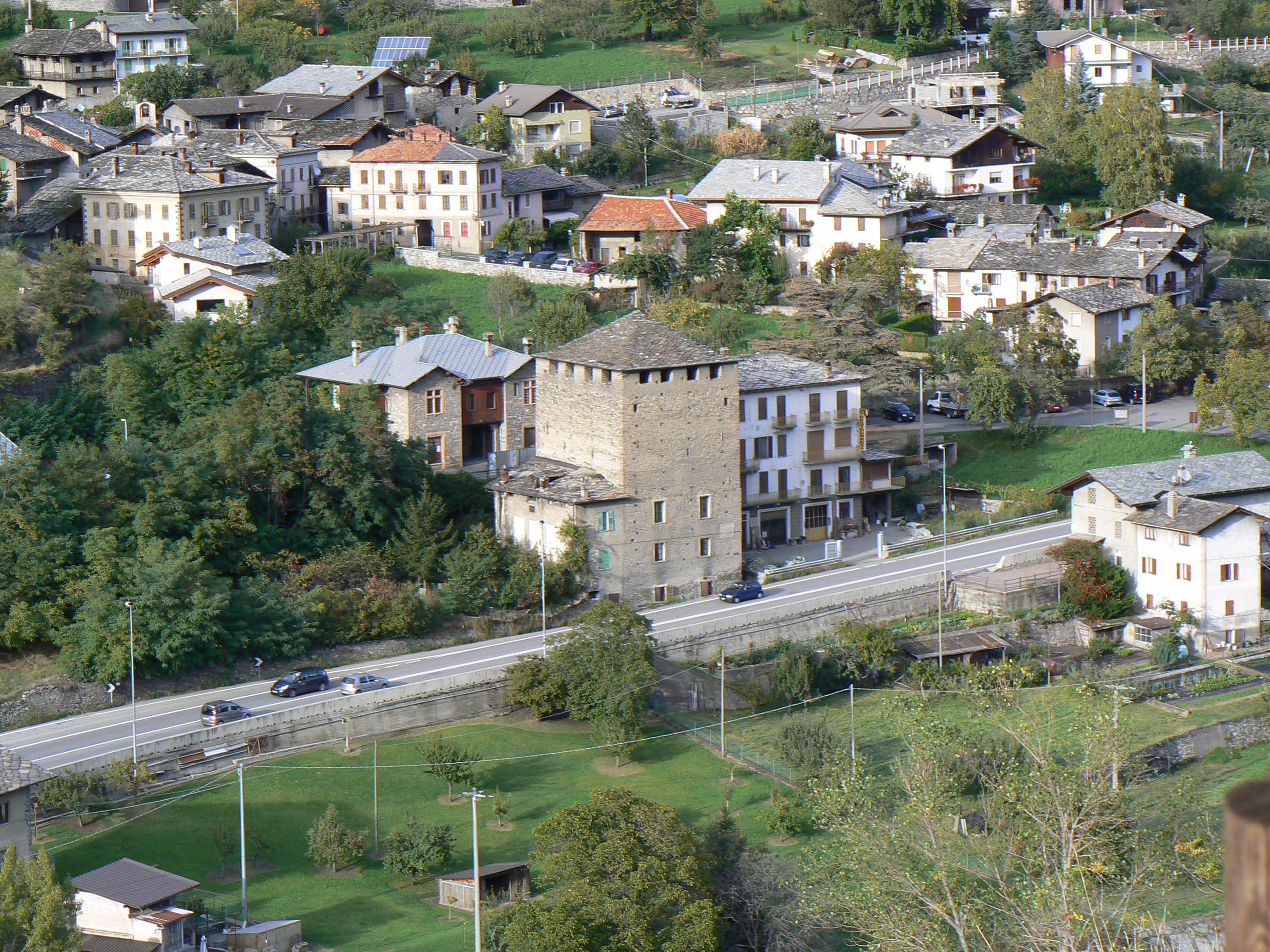
La Tour Colin vista da Châtel-Argent
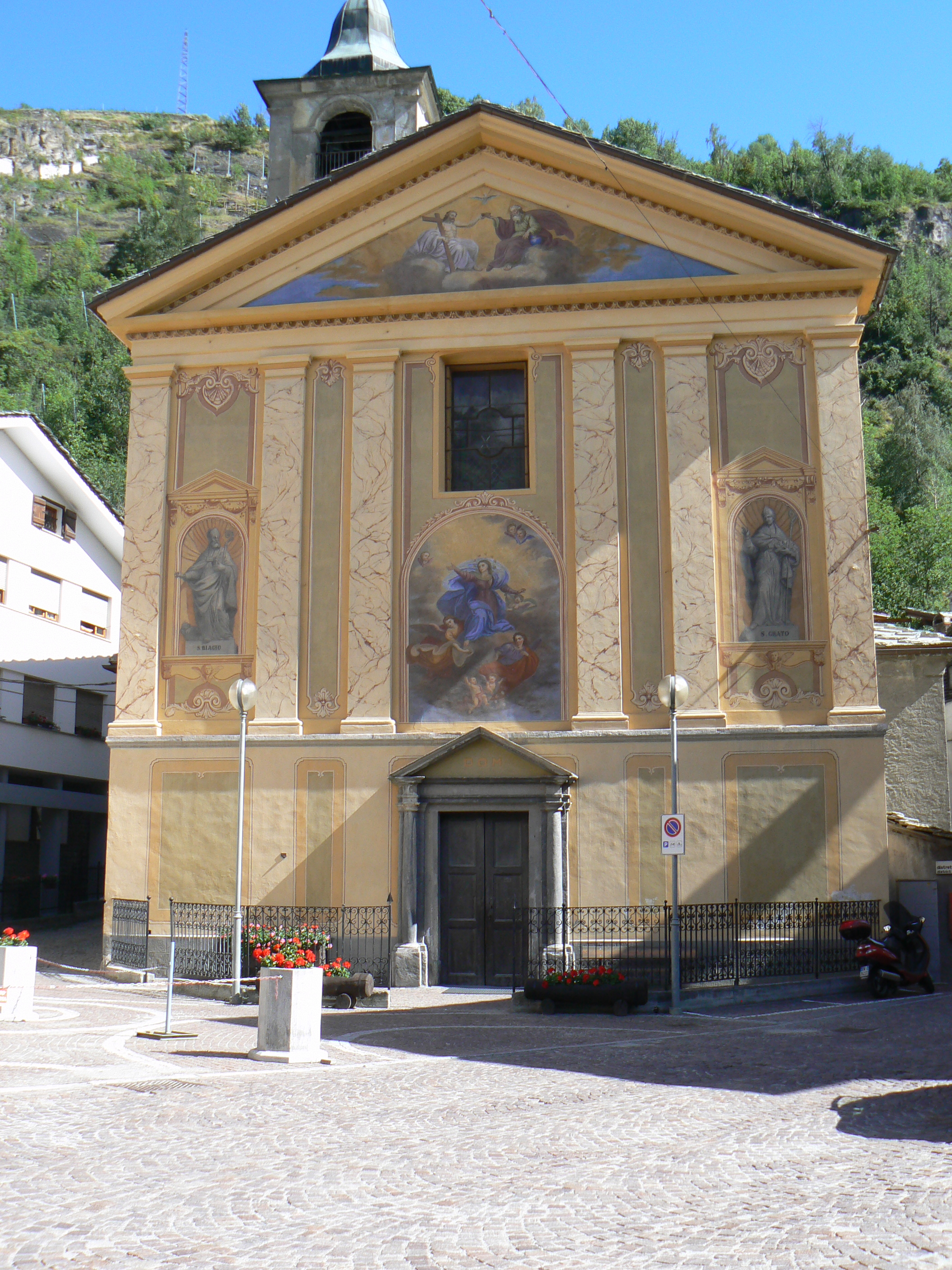
La chiesa parrocchiale San Biagio, nel borgo
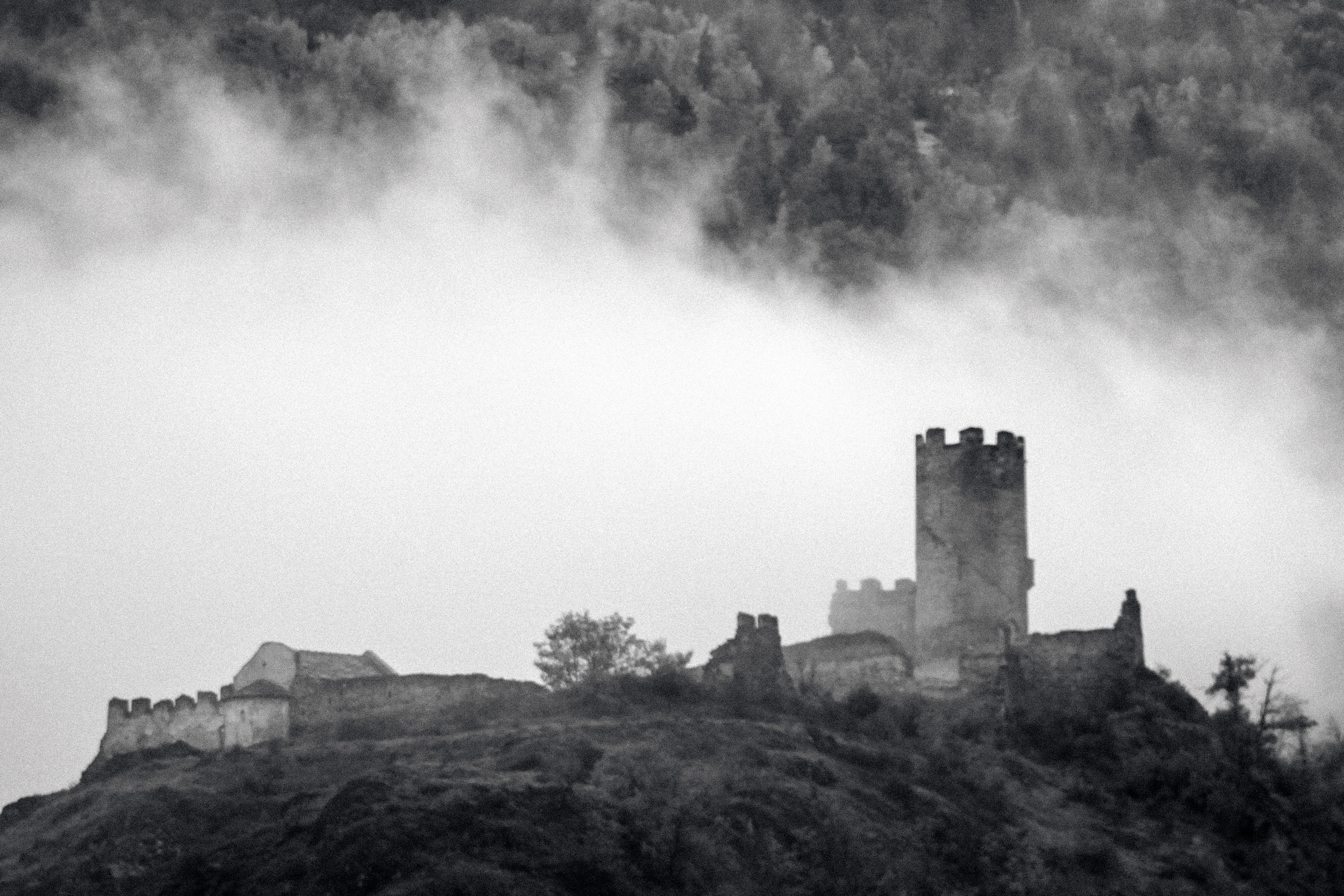
Il Châtel-Argent nella nebbia
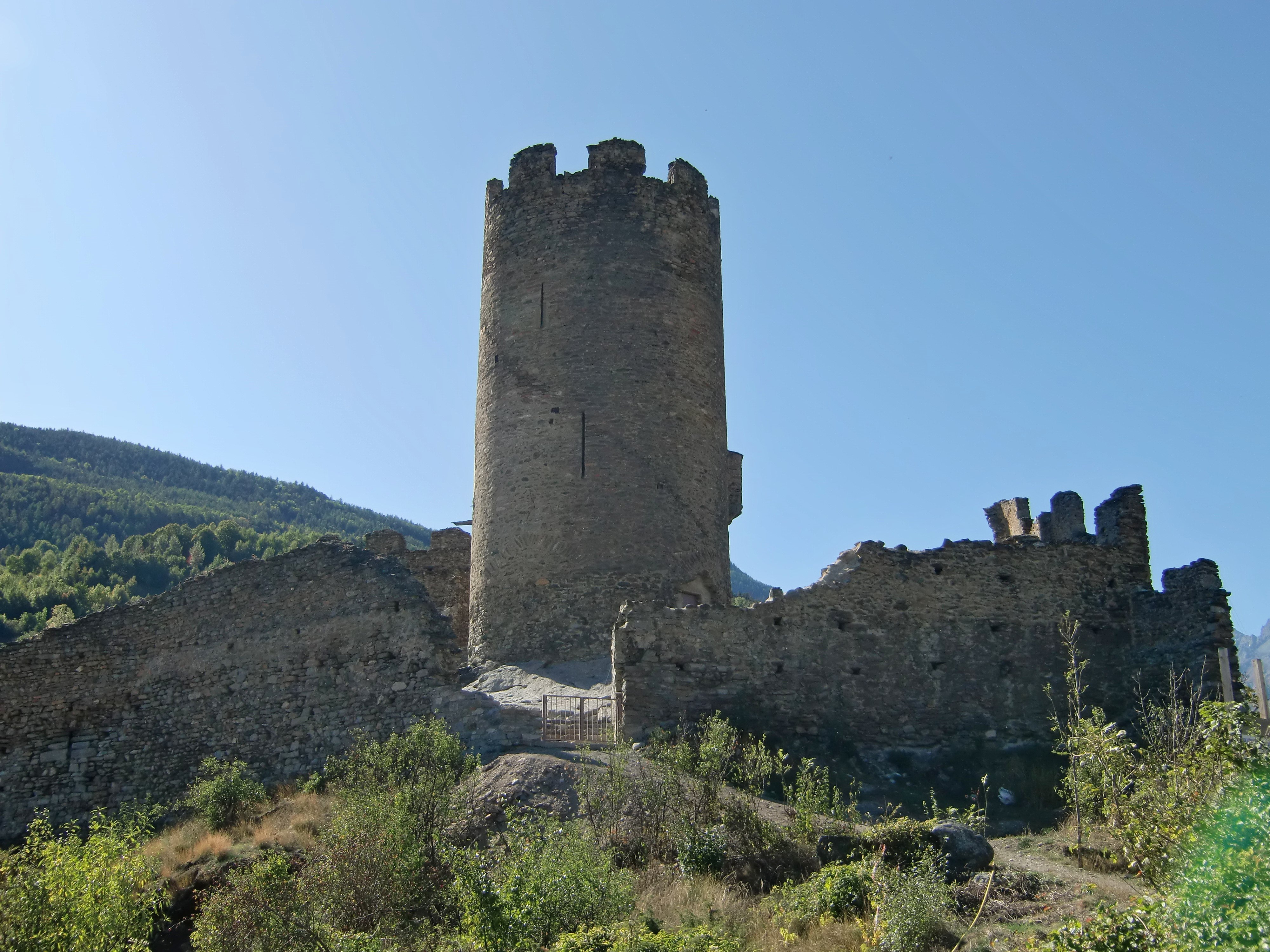
Châtel-Argent
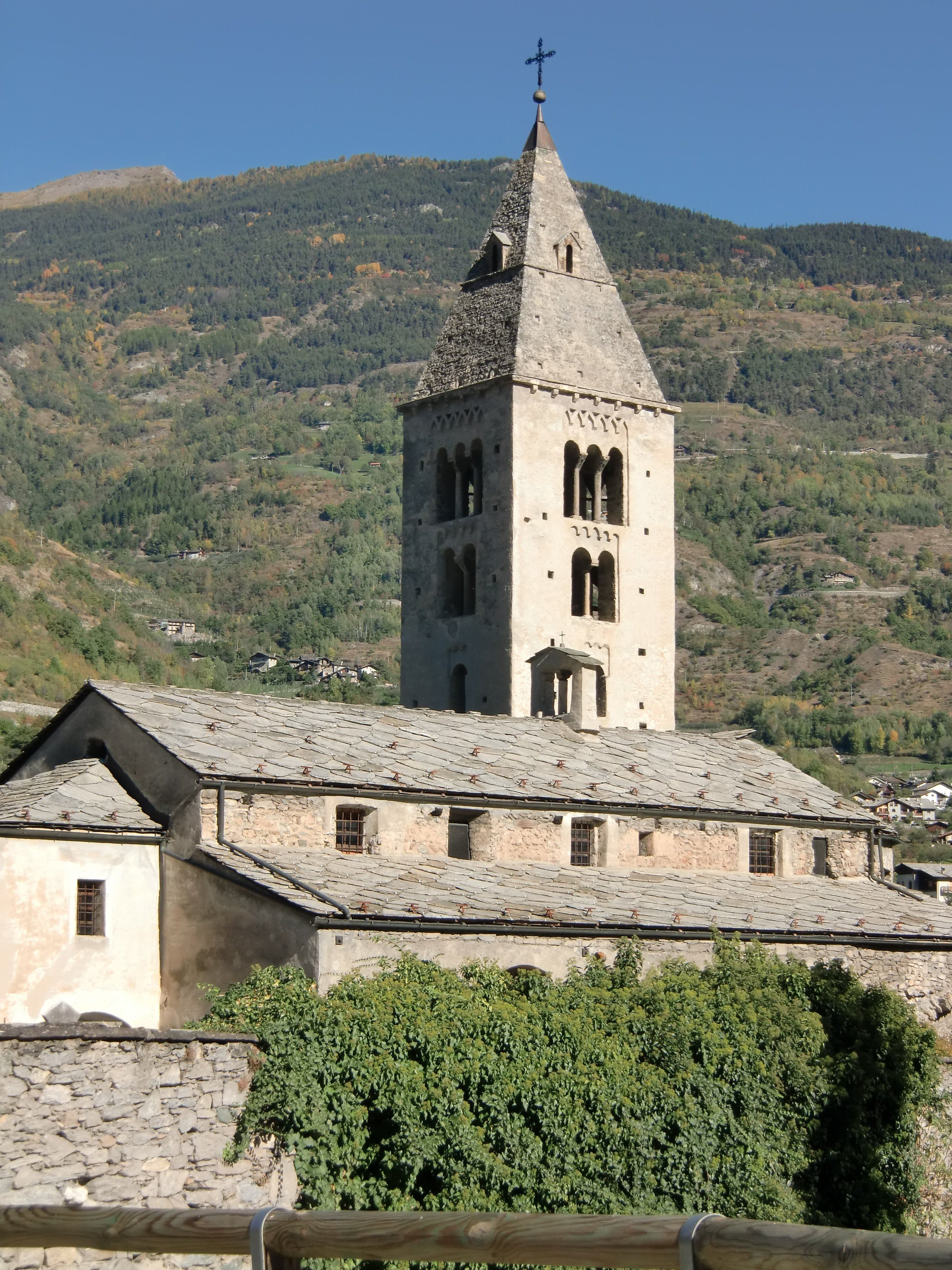
La chiesa cimiteriale di Santa Maria